# Gorur, Belur
Gorur là một làng thuộc tehsil Belur, huyện Hassan, bang Karnataka, Ấn Độ.